# 惠特菲爾德鎮區 (密西根州)
惠特菲爾德鎮區（英語：Wheatfield Township）是位於美國密西根州英厄姆縣的一個行政鎮區。

## 地方資料
惠特菲爾德鎮區的面積為75.63平方千米，當中陸地面積為75.47平方千米，而水域面積為0.16平方千米。根據2020年美國人口普查的數據，當地共有人口1665人，而人口密度為每平方千米22.02人。